# 39564 Tarsia
39564 Tarsia är en asteroid i huvudbältet som upptäcktes den 2 september 1992 av den belgiske astronomen Eric Walter Elst. Asteroidens preliminära beteckning var 1992 RT5. Dess fick sedan namn efter observatoriets brasilianske astrofysiker Rodrigo Dias Tarsia.
Asteroidens senaste periheliepassage skedde den 17 maj 2020.[Uppdatering behövs]